# Гагаринленд
Гагаринленд — документальная комедия с элементами абсурда и гротеска, снятая для французского телевидения режиссёром Владимиром Козловым.

### Награды
Лучший полнометражный фильм «Российский открытый фестиваль авторского документального кино „АРТДОКФЕСТ“, Москва (Россия), 2011». Премия «Киноглаз».
=
Участник более чем 20 международных фестивалей.
Показан по каналам TLT (Тулуза), «Histoire» (Франция) и 24 Док (Россия).

### История создания фильма
В 2002-м году режиссёр фильма познакомился с Натальей Гагариной, племянницей Юрия Алексеевича Гагарина. Именно она помогла осуществить контакты с родственниками космонавта. Приехав в город Гагарин, В. Козлов познакомился с дирекцией объединённых музеев Ю. Гагарина, администрацией города и со второй племянницей первого космонавта — Тамарой Дмитриевной Филатовой, музейным работником. Возникла идея снять фильм о детях Ю. А. Гагарина. Но, к сожалению, две дочери Ю. Гагарина, Елена и Галина, наотрез отказались участвовать в съёмках. Тогда возникает замысел: сделать фильм о самом городе и его необыкновенных жителях. Благодаря помощи мэрии Гагарина центральные герои были найдены быстро. Все они — поэт Михаил Чекусов, певец Анатолий Федотов и хранительница памяти своего знаменитого дяди Тамара Филатова — почётные жители города. Самозабвенное служение памяти первого героя космоса стало делом их жизни. Но в некоторых случаях чрезмерное почитание принимает причудливые формы, граничащие с абсурдом. В других случаях имя Юрия Гагарина становится «брендом», торговой маркой, приносящее доход, как частным лицам, так и открывающее путь прямым инвестициям в небогатую казну города.

### Интересные факты
Формально «Гагаринленд» считается документальным фильмом, но в нём есть ряд художественных, в основном гротескных сцен, не существовавших в реальной жизни, выстроенных режиссёром и написанных автором. Герои настолько верят в «предлагаемые обстоятельства», в свои слова и действия, что вторжение постановочного кино происходит незаметно, даже для профессионального глаза.
Фильм снимался три с половиной года для телевизионного канала TLT города Тулузы и при участии
канала «История» кинокомпанией Les Docs du Nord из города Лиль с ограниченным бюджетом. Съёмки начались в марте 2008 года, затем проект был заморожен из-за отсутствия финансирования. И только в марте 2010 года, благодаря присоединению другой кинокомпании Les films de la Castagne из Тулузы и финансовой помощи двух регионов, съёмки возобновились и длились ещё полгода. Но последние кадры фильма у памятника Юрию Гагарину, из-за полного отсутствия средств, были сняты на полулюбительскую камеру с разрешением Full HD.
Общее количество материала, снятое двумя камерами, превысило сто часов, поэтому несколько колоритных персонажей остались вне фильма из-за его длительности, ограниченного полутора часами.
«Гагаринленд» — название дачного поселка рядом с деревней Клушино, где родился Юрий Гагарин. Именно строительство этой резиденции для москвичей, несколько выше среднего
класса, было положено в основу фильма и дало ему название. Первоначально на этом месте предполагалось устроить вертолётно-самолётную площадку, церковь, сеть специализированных магазинов, спортивные сооружения. Вначале устроители комплекса предлагали покупателям дорогие сборные финские дома, вплоть до дворцов из дерева, но после экономического кризиса дачные домики стали делать в России, а сама идея «Гагаринленда» потеряла свой статус резиденции «люкс». И от такого центрального «персонажа» пришлось отказаться, но не от названия, подразумевающего город Гагарин, как сказочную советскую страну, где время остановилось ещё в 60-е годы XX века.
От съёмок с дельтолёта (и от героя, его пилота) отказались по техническим причинам: машина слишком вибрировала, и из-за подвесных поплавков (гидровариант конструкции) угол съёмки был слишком ограниченным.
В сценарии предполагалось, что Юрий Гагарин будет зримо и неожиданно присутствовать в некоторых эпизодах фильма. Он как бы пришёл посмотреть, что произошло с его друзьями, родными и городом, после его гибели в 1968 году, когда Гжатск стал называться Гагариным. Инкрустация черно-белого фантома Юрия Гагарина в цветную HD видеотекстуру была невозможна по причине низкого бюджета, как равно и стилизация изображения фильма под киноплёнку марки "Свема" c её специфически "советским" спектром цветопередачи.
В фильме, впервые в кинолетописи космонавтики, использованы кадры Юрия Гагарина, снятые без звука на 35 мм плёнку за рулём чёрной «Волги» (кадры из фондов РГАНТД, Москва).
Оригинальная музыка к фильму написана французским композитором Николя Дэбар, на основе двух песен популярных в городе, авторство которых установить не удалось. В записи фонограммы принимал участие известный французский мастер балалайки Миша Черкасский.
В настоящее время предполагается создание "фильма о фильме": с комическими моментами съёмок и с не вошедшими в основной метраж картины сценами.